# Colecistite cronica
La colecistite cronica è una malattia infiammatoria cronica della cistifellea.

## Sintomi
- dolore
- difficoltà a digerire
- intolleranza alimentare

## Anatomia patologica
Macroscopicamente la sierosa si presenta spesso opaca per la presenza di una fibrosi sottostante. Si possono anche presentare aderenze piuttosto forti come esito di processi flogistici acuti passati. La parete della colecisti è aumentata di spessore, è rigida ed ha un colore tra il bianco ed il grigiastro. L'interno della colecisti, in casi in cui non siano avvenute complicanze, contiene normale bile e spesso dei calcoli.

Microscopicamente si può evidenziare una reazione flogistica che, però, può essere variabile a seconda dei casi.

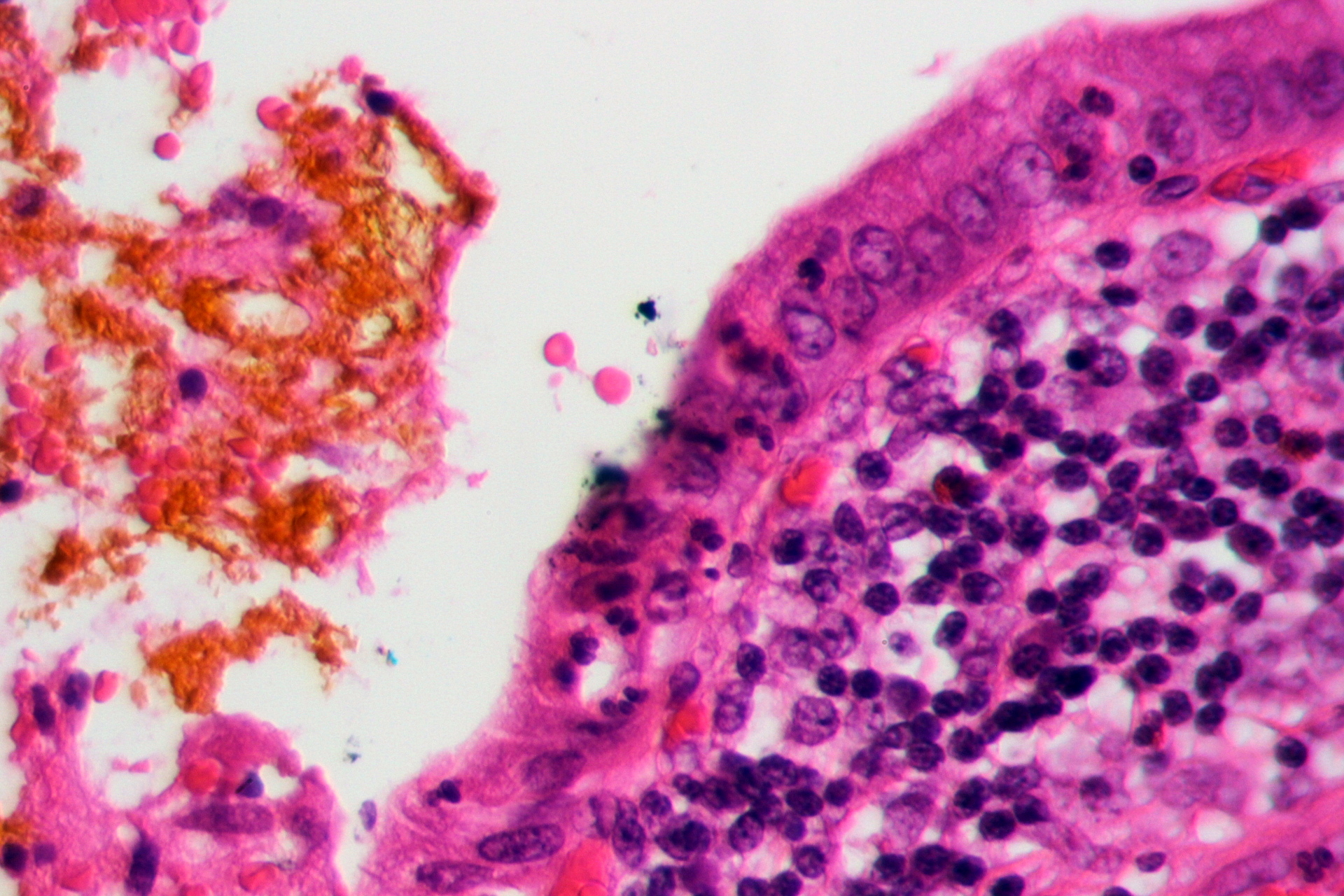
Istopatologia di una cistifellea affetta da colecistite cronica da colecistolitiasi

 Si va, infatti, dalla presenza d'un infiltrato sparso (qualche linfocita, macrofagi e plasmacellule) fino ad una marcata invasione di cellule mononucleate con associata una cospicua fibrosi sottoepiteliale e sottosierosa. L'epitelio della colecisti può andare incontro ad iperplasia ed erniare attraverso lo strato fibromuscolare formando i cosiddetti seni di Rokitansky-Ashoff.

Un quadro particolare è quello della colecistite granulomatosa caratterizzato dalla presenza di noduli, presenza di calcoli e d'un infiltrato infiammatorio cronico ed istiociti ricchi di lipidi immersi in abbondante tessuto fibroso. Il tutto, macroscopicamente, può assomigliare ad una lesione neoplastica maligna.

Talvolta la presenza di calcificazioni massive può dare origine ad un quadro di colecisti a porcellana.